# Jan Oko

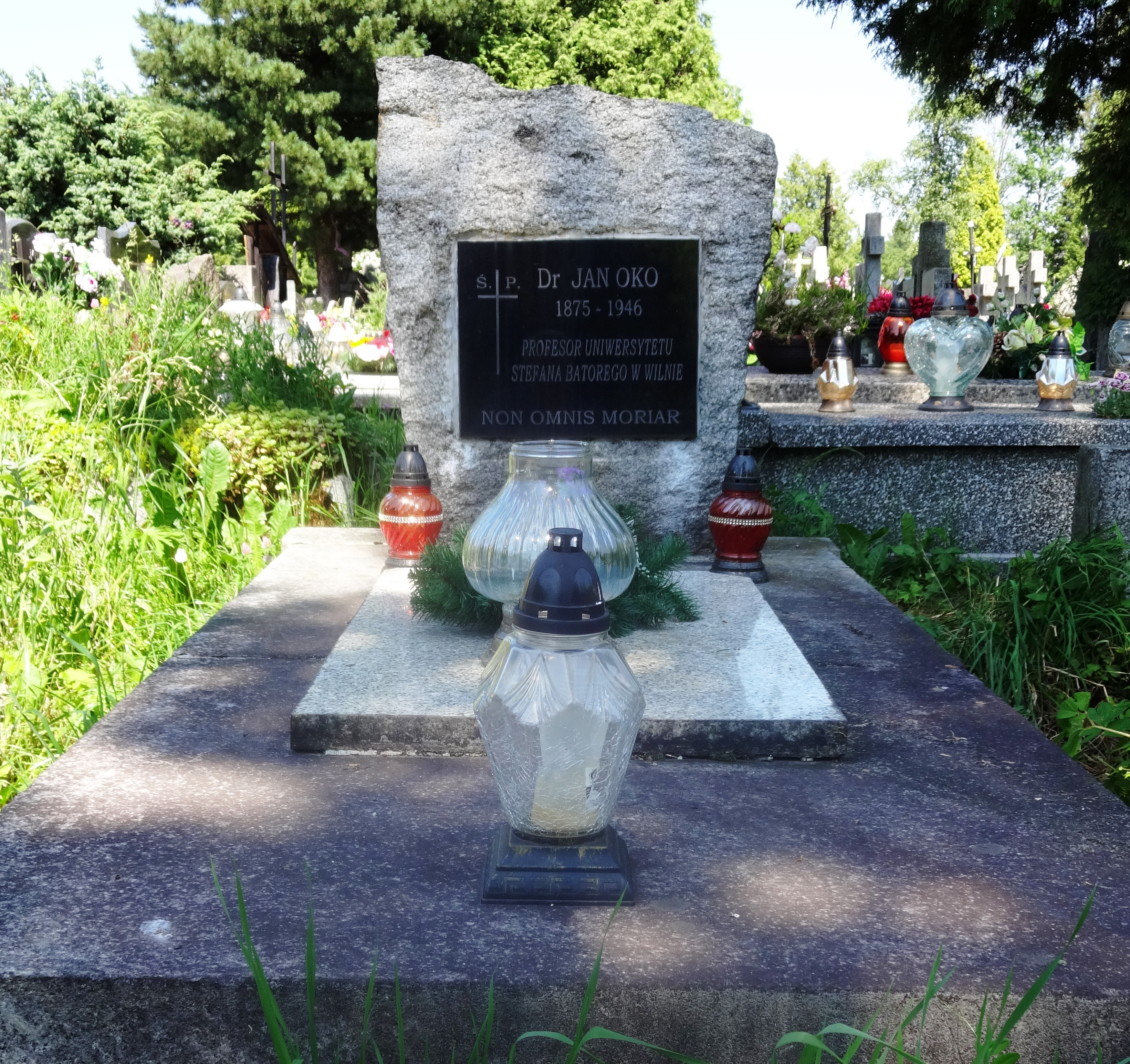
Nowy grób prof. Jana Oko na Nowym Cmentarzu w Zakopanem

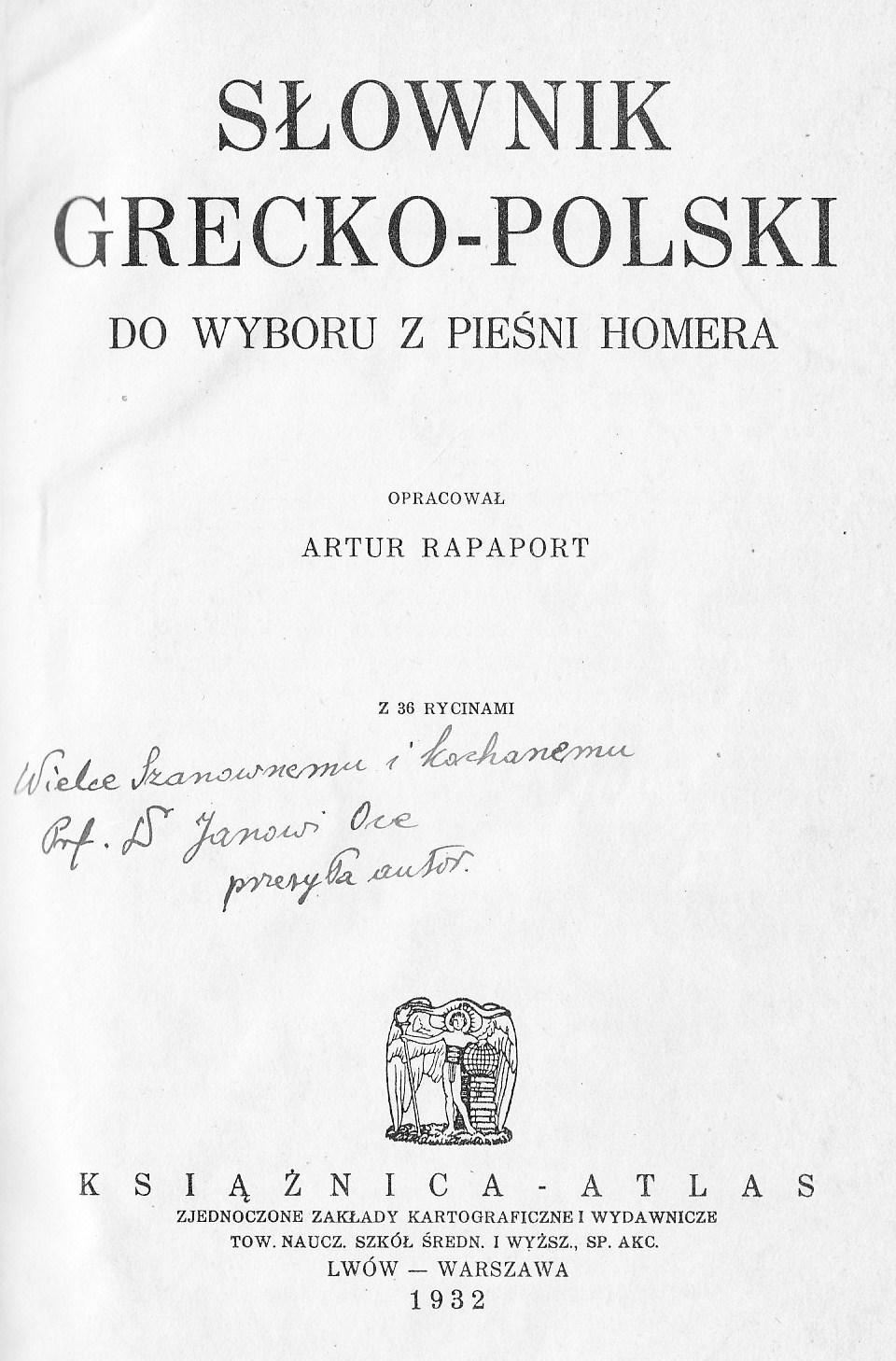
Strona tytułowa "Słownika grecko-polskiego do wyboru pieśni Homera" (1932) z dedykacją autora dra Artura Rapaporta dla Jana Oki, profesora Uniwersytetu Stefana Batorego w Wilnie

Jan Oko (ur. 16 grudnia 1875 w Zameczku, zm. 8 września 1946 w Zakopanem) – polski filolog klasyczny, latynista, profesor zwyczajny Uniwersytetu Stefana Batorego w Wilnie i Uniwersytetu Łódzkiego, współtwórca wileńskiej szkoły filologicznej, założyciel filologii klasycznej w Uniwersytecie Łódzkim.

## Rodzina
Jan Oko urodził się w ubogiej, wielodzietnej rodzinie Walentego, kowala, i Katarzyny z domu Fischer (bądź Fiszer). Ożenił się w 1903 roku z Janiną Rusiecką. Mieli czworo dzieci: Mieczysława (zm. 1918); Jana Kazimierza (zm. 1974), doktora medycyny, majora Wojsk Lotniczych w Anglii, ordynatora szpitala w Kanadzie, potem w Zakopanem; Marię zamężną Trzebińską, magistra farmacji; Stanisława, doktora medycyny, adiunkta Wojskowej Akademii Medycznej.

## Edukacja
W 1898 roku ukończył z odznaczeniem C.K. V Gimnazjum we Lwowie. Po ukończeniu gimnazjum rozpoczął studia na Wydziale Filologicznym Uniwersytetu Lwowskiego, gdzie studiował filologię klasyczną pod kierunkiem Bronisława Kruczkiewicza, Ludwika Ćwiklińskiego i Stanisława Witkowskiego oraz filologię polską.

## Praca zawodowa
Równolegle ze studiami pracował od roku szkolnego 1901/1902 jako zastępca nauczyciela w III Gimnazjum lwowskim. W 1903 roku objął stanowisko nauczyciela w C.K. Gimnazjum w Stryju. Od 1906/1907 pracował w C.K. VI Gimnazjum we Lwowie. Po I wojnie światowej 12 lutego 1918 został dyrektorem VI Gimnazjum i funkcję tę pełnił do 1920, utrzymując w trudnych warunkach dawny wysoki poziom szkoły.
1 lutego 1920 Jan Oko został powołany na stanowisko zastępcy profesora na Uniwersytecie Wileńskim, a 1 lipca został mianowany profesorem nadzwyczajnym, 12 października 1925 zwyczajnym (bez habilitacji). Stworzył na tej uczelni seminarium filologii klasycznej i kierował nim bez przerwy do końca 1939 roku. W latach 1926–1929 oraz od roku 1936 aż do grudnia 1939, kiedy to Uniwersytet został przejęty przez władze litewskie, był dziekanem Wydziału Humanistycznego. W roku 1925/1926 jako delegat Uniwersytetu Wileńskiego brał też udział w pracach komisji ministerialnej, której celem było opracowanie przepisów wprowadzonych wówczas studiów magisterskich.
W roku akademickim 1945/1946 wykładał (o poezji rzymskiej, głównie Horacego) na nowo założonym Uniwersytecie w Łodzi. Mówił po łacinie.
Został pochowany na Nowym Cmentarzu w Zakopanem (kw. K2-A-33).

## Działalność polityczna
W 1927 był oboźnym Okręgu Wileńskiego Obozu Wielkiej Polski. W 1928 był członkiem Komitetu Wyborczego Katolicko-Narodowego.

## Dorobek naukowy
W 1904 roku opublikował pierwszą rozprawkę O powstaniu i znaczeniu formuły Patres Conscripti (w "Sprawozdaniu Dyrekcji Gimnazjum w Stryju"), która stała się podstawą późniejszej dysertacji De patribus conscriptis, na podstawie której uzyskał w roku 1909 stopień doktora filozofii na Uniwersytecie Lwowskim (promotorem był B. Kruczkiewicz). Lata 1910–1911 przebywał jako stypendysta w Grecji i Rzymie, czego owocem było opublikowanie w 1911 roku artykułów: De senatoribus pedariis (w "Sprawozdaniu Dyrekcji Gimnazjum VI we Lwowie") oraz Teatr Dionyzosa w Atenach (w "Słowie Polskim"). Później opracowywał do użytku szkolnego wydania trzech tragedii Sofoklesa: Edyp w Kolonie (Lwów 1912), Antygona (Lwów 1913) i Król Edyp (Lwów 1916). Jako pracownik Uniwersytetu Wileńskiego opublikował 36 prac naukowych w języku polskim, łacińskim i francuskim. Dotyczyły one przede wszystkim trzech dziedzin: literatury rzymskiej, archeologii i humanizmu polskiego. Z pierwszej grupy wymienić należy: wysoko ocienianą przez europejskich filologów klasycznych Catulliana et Horatiana (w "Pracach Towarzystwa Przyjaciół Nauki w Wilnie" T. 1: 1924 z. 2), L'ode de Catulle sur le passereau ("Eos" 1928), Epitaphia Ciceronis duodecim sapientum ("Eos" 1932/3), De M.T. Varronis quattuor vocabulorum explanandorum gradibus ("Eos" 1937). Spośród studiów archeologicznych na uwagę zasługują wyniki bezpośrednich badań w Rzymie: Forum Romanum w świetle najnowszych badań ("Przegląd Współczesny" 1926), Mownica rzymska (Wilno 1926), Do źródeł grobu Romulusa (Lwów 1927). Dwutomowa monografia o topografii starożytnego Rzymu – pozostała w rękopisie i znajduje się w Archiwum Polskiej Akademii Nauk.
Materiały archiwalne Jana Oko w Archiwum PAN mają sygnaturę III-19.
W dorobku naukowym Jana Oko są prace oparte na materiałach rękopiśmiennych i starodrukach uzyskanych drogą długotrwałych i szeroko prowadzonych poszukiwań w bibliotekach i archiwach wileńskich. Dotyczą one zarówno autorów starożytnych, jak m.in. De Ovidii Sapphus epistulae ad Phaonem fragmento Vilnensi ("Eos" 1929), Stare wydanie Wergiliusza w Bibliotece U.S.B. (Księga Wergiliuszowa, Wilno 1930), De Vergilii Bucolicorum codice Vilnensi ("Eos" 1930/1), De Ibidis Ovidianae codice Vilnensi ("Munera Philologica Ludovico Ćwikliński", P. 1936), jak też pisarzy polsko-łacińskich, w szczególności Sarbiewskiego, któremu poświęcił szkic Maciej Kazimierz Sarbiewski, poeta uwieńczony (Wilno 1929). Najwięcej wszakże uwagi i serca włożył Jan Oko w badania nad postacią i działalnością naukową i dydaktyczną swego sprzed 100 lat z okładem poprzednika na katedrze uniwersyteckiej, Godfryda Ernesta Grodka, pragnął bowiem wskrzesić na Uniwersytecie Wileńskim tradycję tego uczonego i przypomnieć metodę jego wykładów i seminarium, poświęcając temu szereg prac: Seminarium filologiczne G.E. Grodka (Wilno 1933), Studia G.E. Grodka nad filologią w Polsce (Wilno 1935), Horacjusz w wykładach G.E. Grodka ("Commentationes Horatianae" Kraków 1935 II) i inne. Oddany życiu naukowemu, był członkiem Komisji Filologicznej PAU i Towarzystwa Przyjaciół Nauk w Wilnie oraz prezesem Wileńskiego Koła Polskiego Towarzystwa Filologicznego.

## Uczniowie
Badaniom nad działalnością dydaktyczno-naukową Uniwersytetu Wileńskiego w 1. połowie XIX w. chciał Jan Oko nadać szerszy rozmach i zakres, wciągając do tej pracy swych uczniów. Rezultatem tego było wydanie pod jego redakcją i z jego wstępem zbiorowego studium Z dziejów filologii klasycznej w Wilnie (Wilno 1935–1937). Już z tego względu można mówić o szkole Jana Oko, ale wyrażała się ona jeszcze bardziej w jego działalności dydaktycznej, która przy współdziałaniu prof. Stefana Srebrnego stworzyła istotnie wileńską szkołę filologiczną, gdyż wywarła duży wpływ na metodę i zakres badań oraz na pracę dydaktyczną takich nauczycieli uniwersyteckich, jak: Zofia Abramowiczówna, Barbara Krysiniel-Józefowiczowa, Leokadia Małunowiczówna, Stefan Oświecimski, Józef Rybicki, Jan Safarewicz, Antoni Szantyr.

## Publikacje
- Antygona, wyd. Jan Oko, Lwów: Towarzystwo Nauczycieli Szkół Wyższych - Warszawa: E. Wende i Sp. 1913.
- Sofoklesa Edyp w Kolonie: do użytku gimnazyów polskich, Lwów: Tow. Naucz. Szk. Wyższ. 1913.
- Sofoklesa Edyp król: do użytku w gimnazyach polskich, Lwów : Polskie Towarzystwo Pedagogiczne 1916.
- Maciej Kazimierz Sarbiewski: poeta uwieńczony. Odczyt wygłoszony w Powszechnych Wykładach Uniwersyteckich w Wilnie 1922 r., Wilno: W. i K. Mikulscy 1923.
- Do źródeł "Grobu Romulusa", Lwów: Wydaw. i Druk. Zakł. Narodowego im. Ossolińskich 1927.
- Rękopis wileński "Zabaw leśnych" Sarbiewskiego, Wilno: Uniwersytet Stefana Batorgo 1929.
- Un commentaire inconnu de Sarbiewski de la Somme de Saint Thomas d'Aquin, Leopoli: Min. Instr. Publ. 1930.
- L'Iter Romanum de Mathieu Casimir Sarbiewski, Leopoli: Min. Instr. Publi. 1930.
- Stare wydania Wergiljusza w Bibljotece USB, Wilno: 1930.
- Nieznanego autora pieśń o bitwie pod Grunwaldem, Wilno 1931.
- Paweł Deusterwalt, nieznany humanista XV wieku, Wilno 1931.
- Epitaphia Ciceronis duodecim sapientum, Leopoli: Min. Instruct. Publ. : Min. Rerum. Extern. auctorumque 1933.
- Groddeck jako numizmatyk (nieznany list do Joachima Lelewela), Wilno 1933.
- Pierwsze wieki chrześcijaństwa (dwa wykłady wygłoszone na Kursie Misyj Wewnętrznych w Wilnie, w marcu 1933 r.), Wilno: skł. gł. Księg. Św. Wojciecha 1934.
- Listy Grodka z Archiwum Księgarni Zawadzkich, Wilno 1934.
- Commentationes Horatianae : [pars latina, pars polona], Cracoviae: Ministerium Instructionis Publicae - Academia Polona Litterarum et Scientiarum 1935.
- Horacjusz w wykładach G. E. Grodka, Kraków 1935.
- Z dziejów filologii klasycznej w Wilnie: studjum zbiorowe, pod red. Jana Oki, Wilno: skł. gł. Księg. św. Wojciecha 1937.
- De M. T. Varronis quattuor vocabulorum explanandorum gradibus (de L.L. V 7-10), Lwów 1937.
- Mussolini a pomniki starożytnego Rzymu, Wilno 1939.